# Rio Sitiá
Rio Sitiá är ett periodiskt vattendrag i Brasilien.   Det ligger i delstaten Ceará, i den östra delen av landet, 1 600 km nordost om huvudstaden Brasília.
Omgivningarna runt Rio Sitiá är huvudsakligen savann. Runt Rio Sitiá är det glesbefolkat, med 10 invånare per kvadratkilometer.